# Kindred
Kindred (englisch, im Sinne von „persönliche Verwandtschaftsbeziehungen“) bezeichnet in der Ethnologie (Völkerkunde) dasjenige Verwandtschaftsnetzwerk einer Person, das als persönliches Netzwerk einige ausgesuchte Verwandte beider Elternteile umfasst (bilateral: beidseitig). Eine Kindred bezieht sich dabei immer nur auf eine einzelne Person (als Ego oder Proband bezeichnet) und besteht nur aus Verwandten, zu denen sie aktiv Beziehungen pflegt (und die nicht von ihr selbst abstammen). Jede Person hat also ihre eigene, unterschiedlich große Gruppe von bevorzugten Verwandten, und sie ist wiederum Mitglied all derer Kindreds. Vollbürtige Geschwister haben oft die gleiche Kindred, weil Beziehungen zu denselben Verwandten bestehen.
Weil die Kindred einer Person sowohl einige Familienangehörige ihrer Mutter wie auch ihres Vaters einbezieht (patrilateral und matrilateral), sind nicht alle Mitglieder der Kindred mit allen anderen verwandt, aber alle sind mit der Person nah oder entfernt verwandt. Da fast alle Mitglieder an unterschiedlichen Orten wohnen, ist eine Kindred selten gemeinsam aktiv. Diese Verwandtschaftsgruppe kommt nur zu Gelegenheiten zusammen, welche die Person betreffen, wie Geburt, Beschneidung, Hochzeit, Tod oder andere Übergangsrituale. Sie ist keine dauerhafte soziale Gruppe, sie wirkt nicht korporativ und erlischt mit dem Tod der Person.
Von der persönlichen Verwandtschaftsgruppe unterscheidet sich grundsätzlich eine Abstammungsgruppe (Lineage), eine solche besteht nur aus den engen Blutsverwandten der Mutter oder des Vaters und bildet eine handlungsfähige soziale Einheit.